# 共識民主
共識民主是共识决策法在民主制立法过程中的应用。它的特点是决策时涉及并考虑到尽可能广泛的意见，进而消除了少数派意见可能会被多数投票者忽略的缺陷。后者的结构被分类为多数民主。
共识民主还具有公民更多地参与确定政治议程和决策过程的特征。一些人指出信息和通信技术的发展是此类系统的潜在促进者，例如在布宜诺斯艾利斯使用了DemocracyOS。

## 舉例
共識民主在丹麥，瑞典，芬蘭，德國，瑞士，黎巴嫩，伊拉克和比利時等國家應用，在這些國家中，共識民主是政治文化的重要特徵。民主是共識民主的前提。政治學中使用「聯合國家」（consociational state）這一術語描述基於共識民主制度的國家。一國是共識型民主還是多數決型民主，很多時候是程度問題。黎巴嫩許多政黨呼籲實行共識民主。

### 加拿大
在加拿大，西北地區和努納武特地區的政府採用共識模式運作，這與加拿大其他地方的對立政黨結構不同。